# Roc d'Olzinelles i Miquel

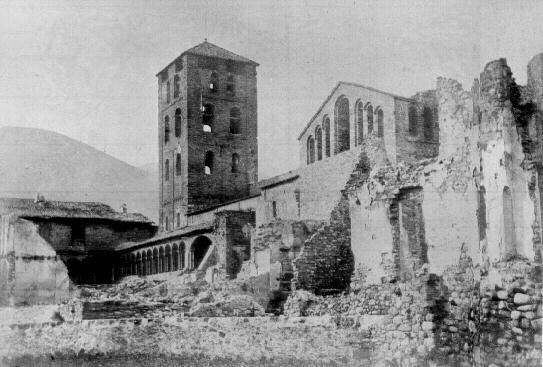
Monestir de Ripoll després de l'atac de 1835

Fra Roc d'Olzinelles i Miquel (Igualada, 1784 — Oceja, Alta Cerdanya, 1835) va ser un monjo benedictí, erudit, historiador i darrer arxiver del monestir de Ripoll. Va ser estudiós de la teologia, dret canònic i ciències naturals.
Estudià al monestir de Sant Pau del Camp, a Barcelona, on va ser professor entre 1800 i 1803. Tornà a Ripoll i fou nomenat paborde d'Aja i arxiver del monestir.
Va publicar un treball polèmic, en castellà, contra el projecte de constitució religiosa de Juan Antonio Llorente (1822) i el Cristiano pacífico (1835), amb el pseudònim de Sebastián Driala. Va treballar molt en l'ordenació de l'arxiu del monestir de Ripoll, i fou conegut pels seus apunts històrics manuscrits, guardats en part a l'arxiu de la mesa episcopal de Vic i a l'Arxiu de la Corona d'Aragó. Molts papers d'Olzinelles es varen salvar l'any 1835 de la crema anticlerical del monestir de Ripoll, i van ser regalats l'any 1889 al bisbe Morgades que els diposità a l'Arxiu Episcopal de Vic.
Roc d'Olzinelles va mantenir correspondència sobre temes d'història amb Pròsper de Bofarull, amb Jaume Ripoll, canonge de Vic, i amb l'historiador Jaume Villanueva. Després de la destrucció de 1835 del monestir de Ripoll va fugir a Oceja, on va morir aquell mateix any.
Actualment hi ha carrers a Igualada i a Ripoll anomenats en honor seu.